# Rhondia fragosa
Rhondia fragosa är en skalbaggsart som beskrevs av Holzschuh 1998. Rhondia fragosa ingår i släktet Rhondia och familjen långhorningar. Inga underarter finns listade i Catalogue of Life.